# Euphorbia denticulata
Euphorbia denticulata — вид рослин із родини молочайних (Euphorbiaceae), зростає у Західній Азії.

## Опис
Це рослина заввишки 18–25 см. Стеблові листки густо перекриваються, сидячі, ромбічно-яйцеподібні, 1–3 см, тупі, різко загострені, дрібно-округло-зубчасті. Квітки жовті. Період цвітіння: весна.

## Поширення
Зростає у таких країнах і територіях: Іран, Ірак, Ліван, Сирія, Південний Кавказ, азійська Туреччина.